# Грушевская сельская община
Грушевская сельская община (укр. Грушівська сільська об'єднана територіальна громада; до 2016 года — Ленинская) — объединённая территориальная община в Криворожском районе Днепропетровской области Украины с административным центром в селе Грушевка.

## История
Была образована 31 июля 2015 года путём объединения Ленинского и Токовского сельских советов Апостоловского района.

## Характеристика
Площадь 261,4 км², население 6 573 человек (2018).

## Состав сельской общины
В состав общины входят три села и четыре посёлка.
| № | Населённый пункт   | Тип населённого пункта       | Население (2015) |
| - | ------------------ | ---------------------------- | ---------------- |
| 1 | Гранитное          | посёлок                      | 444              |
| 2 | Грушевка           | село, административный центр | 3266             |
| 3 | Ток                | посёлок                      | 181              |
| 4 | Токовское          | посёлок                      | 1598             |
| 5 | Усть-Каменка       | село                         | 300              |
| 6 | Червоный Запорожец | посёлок                      | 52               |
| 7 | Червоный Ток       | село                         | 802              |